# Verleihung des Nestroy-Theaterpreises 2019
Die Nestroyverleihung 2019 ist die 20. Verleihung des Nestroy-Theaterpreises und fand am 24. November 2019 im Theater an der Wien statt. Moderatoren der Preisverleihung waren Maria Köstlinger, Florian Teichtmeister und Peter Fässlacher. Musikalisch begleitet wurde der Abend vom Orchester der Vereinigten Bühnen Wien unter der Leitung von Herbert Pichler.  Die Preisverleihung wurde auf ORF III übertragen. Die Gewinner der Kategorien Bestes Stück – Autorenpreis und Lebenswerk wurden im Vorfeld am 14. Oktober 2019 gleichzeitig mit den Nominierungen bekannt gegeben.
Die Jury setzt sich 2019 aus folgenden Personen zusammen: Lothar Schreiner (Juryvorsitzender), Margarete Affenzeller, Karin Cerny, Wolfgang Huber-Lang, Peter Jarolin, Eva Maria Klinger, Wolfgang Kralicek und Petra Paterno.

## Ausgezeichnete und Nominierte 2019
Anmerkung: Es sind alle Nominierten des Jahres angegeben, der Gewinner steht immer zuoberst. Die Verleihung des Nestroy 2019 bezieht sich auf die Theatersaison 2018/2019.
| Meiste Nestroys:      | Woyzeck – Koproduktion Burgtheater, Schauspielhaus Bochum, Akademietheater (zwei Auszeichnungen) |
| Meiste Nominierungen: | Liliom – Koproduktion Salzburger Festspiele, Thalia Theater Hamburg (fünf Nominierungen)         |

### Beste deutschsprachige Aufführung
Dionysos Stadt – Inszenierung Christopher Rüping – Münchner Kammerspiele
Häuptling Abendwind – Inszenierung Christoph Marthaler – Deutsches Schauspielhaus Hamburg
Tartuffe oder das Schwein der Weisen – Inszenierung Claudia Bauer – Theater Basel

### Beste Bundesländer-Aufführung
Die Revolution frisst ihre Kinder! – Jan-Christoph Gockel und Ensemble – Kooperation Schauspielhaus Graz, Africolognefestival
Kasimir und Karoline – Inszenierung Susanne Lietzow – Landestheater Linz
Vor Sonnenaufgang (Ewald Palmetshofer nach Gerhart Hauptmann) – Inszenierung Georg Schmiedleitner – Stadttheater Klagenfurt

### Beste Regie
Johan Simons – Woyzeck – Koproduktion Burgtheater, Schauspielhaus Bochum, Akademietheater
Kornél Mundruczó – Liliom – Koproduktion Salzburger Festspiele, Thalia Theater Hamburg
Dušan David Pařízek – König Ottokars Glück und Ende – Volkstheater Wien

### Beste Ausstattung
Raimund Orfeo Voigt – Der einsame Weg – Theater in der Josefstadt und Sommergäste – Salzburger Festspiele
Katrin Brack –  Deponie Highfield – Koproduktion Wiener Festwochen, Burgtheater
Monika Pormale – Liliom – Koproduktion Salzburger Festspiele, Thalia Theater Hamburg

### Beste Schauspielerin
Steffi Krautz – Endstation Sehnsucht (Blanche DuBois) – Volkstheater Wien
Anna Drexler – Woyzeck (Marie) – Koproduktion Burgtheater, Schauspielhaus Bochum, Akademietheater
Caroline Peters – Medea von Simon Stone nach Euripides (Anna) – Burgtheater
Maja Schöne – Liliom (Julie) – Koproduktion Salzburger Festspiele, Thalia Theater Hamburg
Andrea Wenzl – Glaube Liebe Hoffnung (Elisabeth) – Burgtheater

### Bester Schauspieler
Steven Scharf – Medea von Simon Stone nach Euripides (Lucas) – Burgtheater und Woyzeck (Franz Woyzeck) – Koproduktion Burgtheater, Schauspielhaus Bochum, Akademietheater
Benny Claessens – Hass–Triptychon – Wege aus der Krise – Koproduktion Wiener Festwochen, Maxim-Gorki-Theater Berlin
Lukas Holzhausen – König Ottokars Glück und Ende (Rudolf von Habsburg) – Volkstheater Wien
Jörg Pohl – Liliom (Liliom) – Koproduktion Salzburger Festspiele, Thalia Theater Hamburg
Johannes Silberschneider – Jacobowsky und der Oberst (Jacobowsky) – Theater in der Josefstadt

### Beste Nebenrolle
Evi Kehrstephan – Biedermann und die Brandstifter (Anna) – Volkstheater Wien
Rainer Galke – König Ottokars Glück und Ende (Margarethe von Österreich/Paltram Vatzo/Friedrich Zollern) – Volkstheater Wien
Alexandra Krismer – Radetzkymarsch, Dramatisierung von Elmar Goerden (Oberst Kovacs, Valerie von Taußig, Fräulein Hirschwitz, Polizeirat Fuchs) – Theater in der Josefstadt
Christoph Luser – Die Ratten (Erich Spitta) – Burgtheater
Oda Thormeyer – Liliom (Frau Muskat) – Koproduktion Salzburger Festspiele, Thalia Theater Hamburg

### Bester Nachwuchs weiblich
Anna Rieser – Dogville (Grace) – Landestheater Linz
Pınar Karabulut – Regisseurin von Endstation Sehnsucht – Volkstheater Wien
Enis Maci – Autorin von Autos – Schauspielhaus Wien

### Bester Nachwuchs männlich
Moritz Beichl – Regisseur von Der Tag, an dem mein Großvater ein Held war – Landestheater Niederösterreich
Niklas Doddo – Die Mitte der Welt (Phil) – Theater der Jugend Wien
Matthias Rippert – Regisseur von Ernst ist das Leben – Bunbury – Landestheater Linz

### Beste Off-Produktion
The Bruno Kreisky Lookalike von Toxic Dreams, Text und Regie Yosi Wanunu – Koproduktion Toxic Dreams und WUK performing arts
Anstoß – Ein Sportstück von Jakub Kavin – TheaterArche
Liliom.Club nach Liliom und Fight Club – Regie und Konzept Ernst Kurt Weigel – Koproduktion Das Off Theater und das.bernhard.ensemble

### Bestes Stück – Autorenpreis
Hass-Triptychon – Wege aus der Krise – Sibylle Berg – Koproduktion Wiener Festwochen, Maxim-Gorki-Theater Berlin

### Spezialpreis
3 Episodes of Life von Markus Öhrn – Koproduktion Wiener Festwochen und Institutet
Das Dorf von Nesterval, Konzept und Regie Herr Finnland – Koproduktion Nesterval und brut Wien
Ungebetene Gäste von DARUM (Laura Andreß, Victoria Halper, Kai Krösche) – Produktion DARUM, Kooperation mit WERK X-Petersplatz

### Lebenswerk
Andrea Breth

### Publikumspreis
Thomas Frank
Ruth Brauer-Kvam, Pauline Knof, Johannes Krisch, Lucy McEvil, Birgit Minichmayr, Tobias Moretti, Caroline Peters, Bernhard Schir und Peter Simonischek